# Стоуні-Пойнт (Мічиган)
Стоуні-Пойнт (англ. Stony Point) — переписна місцевість (CDP) в США, в окрузі Монро штату Мічиган. Населення — 1784 особи (2020).

## Географія
Стоуні-Пойнт розташоване за координатами 41°56′50″ пн. ш. 83°16′17″ зх. д. / 41.94722° пн. ш. 83.27139° зх. д. (41.947101, -83.271371).  За даними Бюро перепису населення США в 2010 році переписна місцевість мала площу 2,91 км², з яких 2,87 км² — суходіл та 0,04 км² — водойми.

## Демографія
Згідно з переписом 2010 року, у переписній місцевості мешкали 1724 особи в 622 домогосподарствах у складі 471 родини. Густота населення становила 593 особи/км².  Було 729 помешкань (251/км²).
Расовий склад населення:
| - 97,0 % — білих - 0,8 % — чорних або афроамериканців - 0,4 % — корінних американців - 0,3 % — азіатів |

До двох чи більше рас належало 1,1 %. Частка іспаномовних становила 2,4 % від усіх жителів.
За віковим діапазоном населення розподілялося таким чином: 26,5 % — особи молодші 18 років, 64,4 % — особи у віці 18—64 років, 9,1 % — особи у віці 65 років та старші. Медіана віку мешканця становила 36,9 року. На 100 осіб жіночої статі у переписній місцевості припадало 103,8 чоловіків;  на 100 жінок у віці від 18 років та старших — 100,0 чоловіків також старших 18 років.
Середній дохід на одне домашнє господарство  становив 67 166 доларів США (медіана — 66 023), а середній дохід на одну сім'ю — 78 765 доларів (медіана — 79 018). Медіана доходів становила 70 875 доларів для чоловіків та 46 328 доларів для жінок. За межею бідності перебувало 28,5 % осіб, у тому числі 58,5 % дітей у віці до 18 років та 7,1 % осіб у віці 65 років та старших.
Цивільне працевлаштоване населення становило 523 особи. Основні галузі зайнятості: освіта, охорона здоров'я та соціальна допомога — 43,0 %, виробництво — 14,9 %, мистецтво, розваги та відпочинок — 10,5 %.